# Harvard Stadium
O Harvard Stadium é um estádio de futebol americano localizado no bairro de Allston, em Boston, Massachusetts, nos Estados Unidos, foi construído em 1903 etem capacidade para 30 323 pessoas sentadas, é a casa do time de futebol americano universitário Harvard Crimson football da Universidade Harvard, em 1970 foi a casa do Boston Patriots (atual New England Patriots) da NFL, possui formato de ferradura,
O estádio foi designado, em 27 de fevereiro de 1987, uma estrutura do Registro Nacional de Lugares Históricos bem como, na mesma data, um Marco Histórico Nacional.